# Shim Sung-bo
Shim Sung-bo (nascut el 1972) és un director de cinema i guionista sud-coreà. Es va donar a conèixer quan va coescriure Sarinui chueok amb el director Bong Joon-ho el 2003. A més de guanyar nombrosos premis i ser considerada àmpliament com una de les millors pel·lícules coreanes de tots els temps, Sarinui chueok va ser elogiada per les seves convencions de gènere que la van convertir en un gran èxit a Corea (amb més de 5,1 milions d'entrades, la qual cosa la va convertir en la pel·lícula més vista durant l'any 2003 a Corea del Sud), així com una peça d'èxit de cinema social que es va relacionar amb la problemàtica història de Corea.
Per al debut com a director de Shim, Bong i Shim es van reunir com a productors i directors, i van coescriure Boira (Haemoo) (2014), que va guanyar diversos premis, inclòs el millor director novell als 15è Premis dels Crítics de Cinema de Busan i Orquídia d'or a la millor pel·lícula narrativa al Festival Internacional de Cinema de Hawaii el 2014, i el premi a la millor pel·lícula (Orient Express) al Fantasporto el 2015.

## Filmografia
- Sarinui chueok (2003) - guionista, ajudant de direcció, editor de guió, actor
- Visiting Report in Korea (curtmetratge, 2004) - director
- What the...? (2011) - director
- Boira (Haemoo) (2014) - director i guionista

## Premis
- 2003 - 11ns Chunsa Film Art Awards: Millor guió (Sarinui chueok)
- 2003 - 2ns Korean Film Awards: Millor guió (Sarinui chueok)
- 2014 - 15ns Busan Film Critics Awards: Millor director novell (Boira (Haemoo))